# ألبرت برايس
ألبرت برايس (بالإنجليزية: Ebenezer Bryce)‏ هو مبشر أمريكي، ولد في 17 نوفمبر 1830 في دانبلين ‏ في المملكة المتحدة، وتوفي في 26 سبتمبر 1913 في أريزونا في الولايات المتحدة.